# Nicolas Saget
Nicolas Saget – haitański polityk.
W 1806 został, jako reprezentant Północy, wybrany do Konstytuanty. Sprzeciwiał się dyktatorskim dążeniom Henri Christophe'a, Po podziale państwa poparł władze Republiki na czele z Pétionem. Protestował przeciwko wyborowi tego ostatniego na dożywotniego prezydenta (9 października 1816). Niedługo później został mianowany wysokim urzędnikiem w Léogâne. Dalsze jego losy są nieznane.